# Deutscher Fernsehpreis 2014
Die sechzehnte Verleihung des Deutschen Fernsehpreises fand am 2. Oktober 2014 im Kölner Coloneum statt und wurde am nächsten Tag im Ersten ausgestrahlt. Die Moderation der Sendung übernahmen erstmals drei Personen: Sandra Maischberger, Hans Sigl und Klaas Heufer-Umlauf.

## Hintergrund
Den Juryvorsitz hatte 2014 der Journalist und Fernsehkritiker Torsten Körner, stellvertretender Juryvorsitzender war der Chefredakteur von TV Spielfilm Lutz Carstens. Die weiteren Jurymitglieder waren: Caroline Peters (Schauspielerin), Volker Weicker (Regisseur), Dieter Anschlag (Chefredakteur Funkkorrespondenz), Leopold Hoesch (Geschäftsführer Broadview TV GmbH), Christiane Ruff (Geschäftsführerin ITV Studios Germany) sowie Klaudia Wick (freie Journalistin und Autorin).

## Preisträger und Nominierungen
Die Nominierungen wurden am 18. September 2014 bekannt gegeben.
| Preis                                            | Preisträger | Nominierungen | Laudatio                          |
| ------------------------------------------------ | --- | --- | --------------------------------- |
| Bester Fernsehfilm                               | Männertreu (ARD/HR) | - Grenzgang (ARD/WDR/NDR) - Helen Dorn: Das dritte Mädchen (ZDF) - Nichts mehr wie vorher (SAT.1) - Spreewaldkrimi: Mörderische Hitze (ZDF) | Katharina Thalbach, Anna Thalbach |
| Beste Serie                                      | Danni Lowinski (SAT.1) | - Der letzte Bulle (SAT.1) - Weissensee (ARD) | Anja Kling                        |
| Bester Schauspieler                              | Roeland Wiesnekker für Spreewaldkrimi: Mörderische Hitze (ZDF)                                                                                                 | - Matthias Brandt für Männertreu (ARD/HR), für Polizeiruf 110: Morgengrauen (ARD/BR) - Francis Fulton-Smith für Die Spiegel-Affäre (ARD/BR/WDR/Arte) - Mark Waschke für Es ist alles in Ordnung (ARD/WDR) - Elmar Wepper für Zwei allein (ZDF/Arte) | Claudia Michelsen                 |
| Beste Schauspielerin                             | Suzanne von Borsody für Männertreu (ARD/HR) | - Johanna Bittenbinder für Zwei allein (ZDF/Arte) - Silke Bodenbender für Es ist alles in Ordnung (ARD/WDR) - Annette Frier für Nichts mehr wie vorher (SAT.1) - Sandra Hüller für Polizeiruf 110: Morgengrauen (ARD/BR) | Hans Sigl                         |
| Beste Dokumentation                              | Putins Spiele (Arte/MDR/ORF) | - Intensivstation (ZDF) - The Voice of Peace – Der Traum des Abie Nathan (ARD/NDR) | Sandra Maischberger               |
| Bester Mehrteiler Dokumentation                  | 24h Jerusalem (Arte/BR) | - 14 – Tagebücher des Ersten Weltkriegs (ARD/SWR/NDR/WDR/Arte/ORF/) - Geliebte Feinde – Die Deutschen und die Franzosen (Arte/ZDFinfo) | Dunja Hayali, Pinar Atalay        |
| Beste Reportage                                  | Team Wallraff – Reporter undercover (RTL) | - Die Kinder von Aleppo (ZDF) - Verschwörung gegen die Freiheit (ZDF) | Sandra Maischberger               |
| Beste Information                                | Hubert Seipel für Snowden exklusiv – Das Interview (ARD/NDR)                                                                                                   | - Tilo Jung für Jung & Naiv – Politik für Desinteressierte (Joiz) - Anne Will (ARD/NDR) | Steffen Hallaschka                |
| Beste Unterhaltung                               | Sing meinen Song – Das Tauschkonzert (VOX) | - Circus HalliGalli (ProSieben) - Wer wird Millionär? – Prominentenspecial vom 2. Juni 2014 (RTL) | Eckart von Hirschhausen           |
| Bestes Dokutainment                              | Shopping Queen (VOX) | - Das Jenke-Experiment (RTL) - Schulz in the Box (ProSieben) | Klaas Heufer-Umlauf               |
| Beste Comedy                                     | heute-show (ZDF) | - Knallerfrauen (SAT.1) - Was wäre wenn? (RTL) | Guido Maria Kretschmer            |
| Beste Sportsendung                               | Kommentar bei der FIFA WM 2014: Tom Bartels (ARD/SWR) Experte bei der FIFA WM 2014: Mehmet Scholl (ARD/SWR) Moderator bei der FIFA WM 2014: Oliver Welke (ZDF) | sämtliche Nominierten wurden ausgezeichnet | Dieter Kürten                     |
| Beste/Bester Show-Moderator(en) (Publikumspreis) | Joko Winterscheidt und Klaas Heufer-Umlauf für „Circus HalliGalli“, für „Joko gegen Klaas – Das Duell um die Welt“ (Pro.7)                                     | - Wayne Carpendale für „Deal or No Deal“ (Sat.1) - Daniel Hartwich für „Das Supertalent“, für „Ich bin ein Star – Holt mich hier raus!“, für „Familien-Duell“, für „Let’s Dance“ (RTL) - Günther Jauch für „Wer wird Millionär?“, für „5 gegen Jauch“ (RTL) - Johannes B. Kerner für „Der Quiz-Champion 2014“ (ZDF) - Markus Lanz für „Wetten, dass..?“ (ZDF) - Carmen Nebel für „Willkommen bei Carmen Nebel“ (ZDF) - Kai Pflaume für „Klein gegen Groß“ (ARD) - Jörg Pilawa für „Quizduell“, für „EWG – Einer wird gewinnen“ (ARD) - Stefan Raab für „Schlag den Raab“, für „Schlag den Star“ (Pro.7) - Barbara Schöneberger für „Eurovision Song Contest 2014 – Unser Song für Dänemark“, für „Die 2 – Gottschalk & Jauch gegen ALLE“ (ARD, RTL) - Jochen Schropp für „Himmel oder Hölle“, für „Jetzt wird’s schräg“, für „Promi Big Brother“ (Sat.1) - Sonja Zietlow für „Ich bin ein Star – Holt mich hier raus!“, für „Die 25 …“, für „Die 10 …“ | Sandra Maischberger               |
| Förderpreis                                      | Sinje Irslinger für „Es ist alles in Ordnung“ (ARD/WDR) | – | Hans Sigl, Klaas Heufer-Umlauf    |
| Ehrenpreis der Stifter                           | Gerd Ruge | – | Tom Buhrow                        |

Ehren-, Förderpreise und Preise für besondere Leistungen werden ohne vorherige Nominierung erst am Abend der Vergabe bekannt gegeben.